# Zuggó Erika

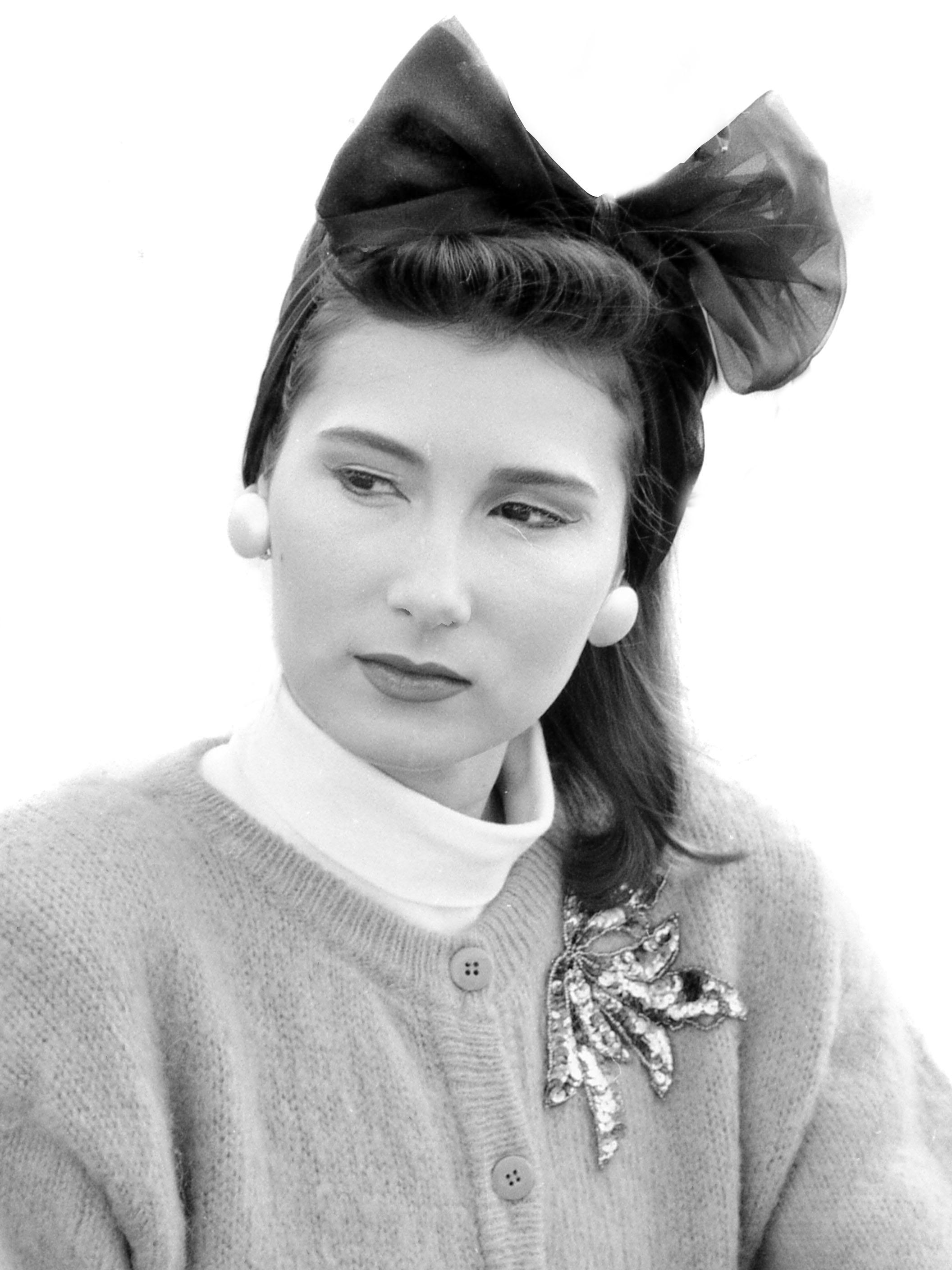
Rózsavölgyi Gyöngyi felvétele

Zuggó Erika (1960. július 21. –) magyar manöken, modell, fotómodell.

## Élete
Női szabónak készült, a gyakorlatot a Gréti Szalonban tanulta. Egy újsághirdetést mutattak neki, amelyben kozmetikai modelleket és manökeneket kerestek. Jelentkezett ismerőse biztatására. A sminkversenyt megnyerte, a manökenek között a második lett.
Az 1970-es évek közepén megjelent első fotói után számos felkérést kapott a fotósoktól. Fotói megjelentek a Nők Lapja című divatlapban, a Fürge Ujjak kézimunka újságban is, de az Ez a Divat szerkesztősége is alkalmazta, mint fotómodell és több más újság címlapján is szerepelt.
Zuggó Erika Fenyő János fotóművész felfedezettje volt.
Az 1980-as évek egyik legismertebb modellje volt. Divatbemutatók kifutóin is szerepelt ekkoriban - több évig a Habselyem Kötöttárugyár manökenje volt, termékeit mutatta be.
1984-ben ő is részt vett a Habselyem Kötöttárugyár termékeiből összeállított divatbemutatón, amelyet Kádár János is megtekintett.
Szereplő volt 1979-ben Szász Péter: Hogyan felejtsük el életünk legnagyobb szerelmét? című filmben.
Manöken munkája mellett sok időt fordított a testkultúrára (teniszezés, télen síelés, és hetente háromszor aerobikra járt).

## Fotósai
Fotósai voltak többek közt Fábry Péter, Lengyel Miklós és Fenyő János, Tulok András fotóművészek.